# Samuel Schweber
Samuel Schweber (Buenos Aires, 16 de julio de 1936-ibíd., 1 de enero de 2017) fue un Maestro Internacional de ajedrez argentino.

## Resultados destacados en competición
Fue dos veces subcampeón de Argentina: en 1963 en Buenos Aires, tras perder el desempate contra Juan Carlos Klein y Raimundo García, que resultó campeón, y en 1968 en Buenos Aires, tras perder el desempate contra Raúl Sanguineti, que resultó campeón.
Participó representando a Argentina en cinco Olimpíadas de ajedrez: en 1960 en Leipzig, en 1964 en Tel Aviv, en 1966 en La Habana, en 1980 en La Valeta y en 1984 en Salónica; en 1960 alcanzó la medalla de plata individual en el segundo tablero reserva y en el Campeonato Panamericano por equipos de 1971 en Tucumán, alcanzando la medalla de oro por equipos y la medalla de oro individual en el primer tablero reserva.